# Ileostomía

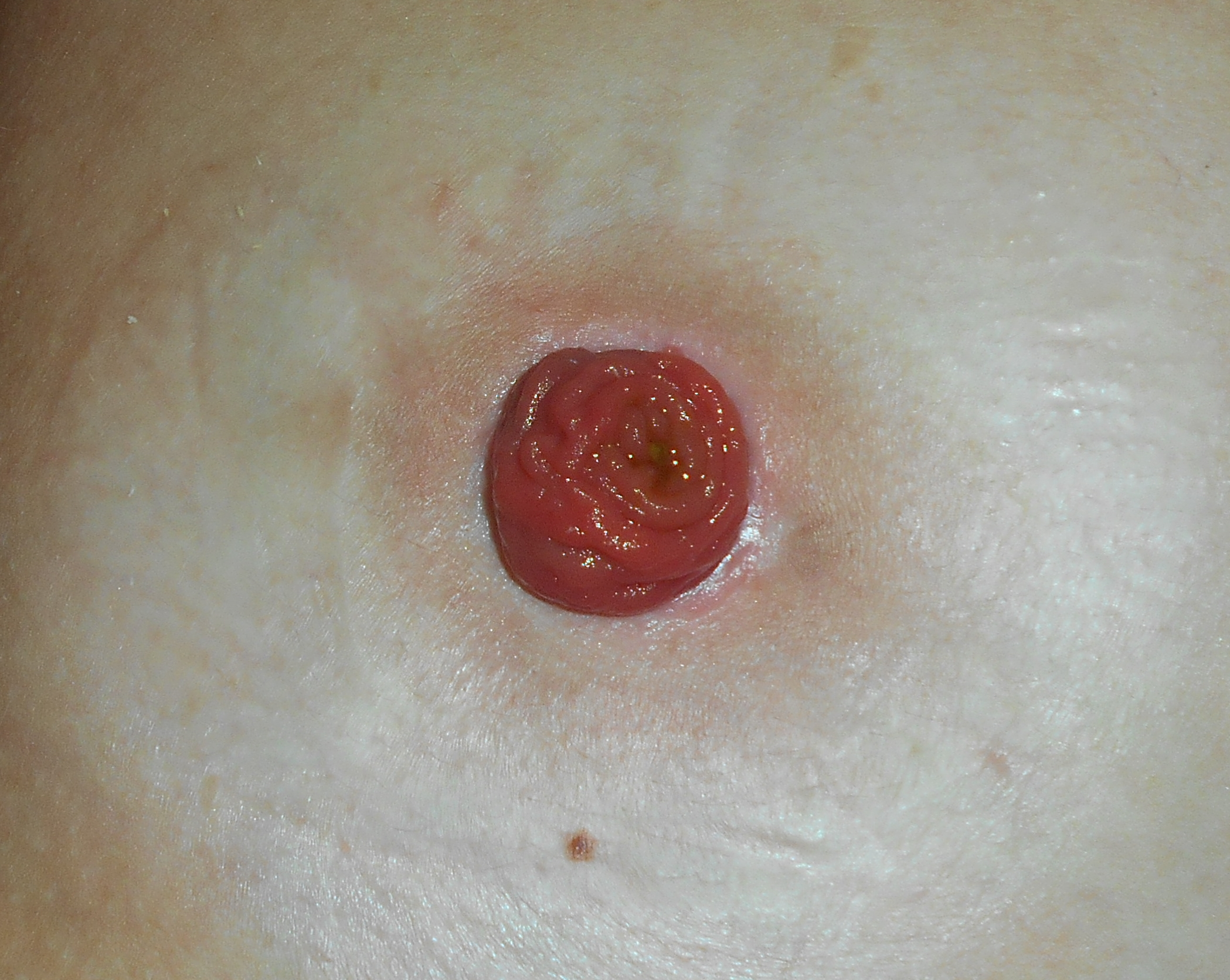
Ileostomía. Se observa la piel de la pared abdominal y la mucosa roja del íleon.

La ileostomía es un procedimiento quirúrgico en el cual una porción del íleon se expone a través de una abertura en la pared abdominal, para permitir el paso de heces.

## Etimología
Proviene de íleon y estoma. Estoma se denomina a la abertura quirúrgica que permite el paso de orina o heces al exterior. 

## Anatomía del íleon
El íleon es la tercera y final porción del intestino delgado, en el aparato digestivo. Finaliza en la unión ileocecal, donde se une el íleon con el ciego. En su mayoría, se localiza en el cuadrante inferior derecho.
El íleon es irrigado por la arteria mesentérica superior y su drenaje corresponde a la vena mesentérica superior, la cual se fusiona con la vena esplénica para formar la vena porta

## Función de una ileostomía
Cuando el colon y el recto son extirpados es necesario drenar los materiales de desecho, por este motivo se realiza la ileostomía, por la cual saldrá el material fecal al exterior, el cual se recolecta en una bolsa que se adhiere a la piel circundante al estómago. La bolsa se ajusta a la medida para portarla en todo momento y facilitar el vaciado las veces que sean necesarias.

## Indicaciones
Una ileostomía es requerida cuando existen problemas en el intestino grueso que no pueden ser tratados con medicamentos. La razón más frecuente es el cáncer colorrectal y las enfermedades intestinales inflamatorias, entre las que se encuentran la enfermedad de Crohn y la colitis ulcerativa.
Otras indicaciones:
- Enfermedad de Hirschprung
- Poliposis familiar
- Accidentes que involucren el intestino.[3]

## Procedimiento
La ileostomía se realiza bajo anestesia general. Existen dos tipos principales de ileostomía:
- Ileostomía estándar o Brooke: Se realiza realizando una incisión en la pared abdominal, por la cual se expone la parte proximal del íleon seccionado. El intestino se evierte y se sutura a la piel del abdomen. Es necesario utilizar una bolsa para recoger los desechos fecales ya que salen constantemente.

- Ileostomía continente o Kock: El cirujano utiliza parte del intestino delgado para realizar una bolsa que se mantiene dentro del abdomen, esta bolsa se conecta con una válvula creada por el cirujano, la cual impide que las heces salgan constantemente[3][4]

## Complicaciones
Las principales complicaciones de este procedimiento son:
- Necrosis isquémica
- Obstrucción intestinal
- Dermatitis
- Prolapso del íleon
- Formación de fístula
- Retracción del íleon
- Tamaño del orificio inadecuado
- Localización inadecuada[5]

## Pronóstico
Luego de una ileostomía se mantiene una buena calidad de vida y se pueden realizar la mayoría de las actividades que se realizaban antes del procedimiento. Si se padece una enfermedad crónica como la enfermedad de Crohn o la colitis ulcerativa, es necesario continuar con el tratamiento.